# Mila Pavićević
Mila Pavićević (Ragusa di Dalmazia, 4 luglio 1988) è una scrittrice croata.
Mila Pavićević insegna letteratura comparata e lingua greca all'Università di Zagabria. In Croazia ha ricevuto svariati premi letterari per giovani scrittori. Nel 2009 si è aggiudicata il Premio letterario dell'Unione europea con Djevojčica od leda i druge bajke.